# Mohammad Taghi Jafari
 (avril 2020).
Allameh Mohammad Taqi Ja'fari (en persan : علامه محمد تقی جعفری), né le 24 juillet 1923 à Tabriz (Iran), et décédé le 16 novembre 1998, à Londres. 
C'est un intellectuel érudit, philosophe et théologien islamique chiite, spécialisé en histoire, logique, métaphysique, littérature, mysticisme,  jurisprudence et philosophie des sciences.

## Biographie
Né en 1925, dans la ville iranienne de Tabriz, Mohammad-Taqi Ja'fari, après des études élémentaires dans sa ville natale, poursuit ses études au séminaire de Talebieh. Il se rend ensuite aux séminaires de Qom et de Téhéran pour bénéficier de leur enseignement.
Plus tard, il s'expatrie, durant onze ans, et fréquente l'école de théologie de Najaf, en Irak, jusqu’à l’obtention de son diplôme d'Ijtihad à l'âge de 23 ans.
Ja'fari retourne alors en Iran, et enseigne à Qom et à Téhéran,.

### Décès
Mohammad-Taqi Ja'fari décède à Londres, le 16 novembre 1998, âgé de 75 ans. Il est enterré en Iran, à Mashhad, une ville sainte du chiisme, près du sanctuaire Imam Reza.

## Travaux
Des œuvres d'Allameh Ja'fari sont traduites et publiées en plusieurs langues, dont le livre Art et esthétique en Islam, en italien.
- Interprétation et critique du Masnavi de Rumi (15 volumes)
- Traduction et interprétation du Nahj al-Balagha (27 volumes)
- La culture pionnière au secours de l'humanité
- Le mystère de la vie
- La Conscience
- Mysticisme positif
- Prières de l' Imam Hossein au désert d' Arafat
- La coordination entre science et religion
- Religion et éthique morale